# 日莫
日莫（法語：Gimeaux，法語發音：[ʒimo]）是法国多姆山省的一个市镇，位于该省北部，属于里永区。

## 地理
日莫（45°57'0"N, 3°5'37"E）面积2.19 平方千米，位于法国奥弗涅-罗讷-阿尔卑斯大区多姆山省，该省份为法国中南部省份，北起阿列省接壤，东临卢瓦尔省，南至上盧瓦爾省和康塔爾省，西接科雷兹省和克勒兹省。
与日莫接壤的市镇（或旧市镇、城区）包括：达瓦亚、博雷加尔旺东、普龙普萨、伊萨克拉图雷特。

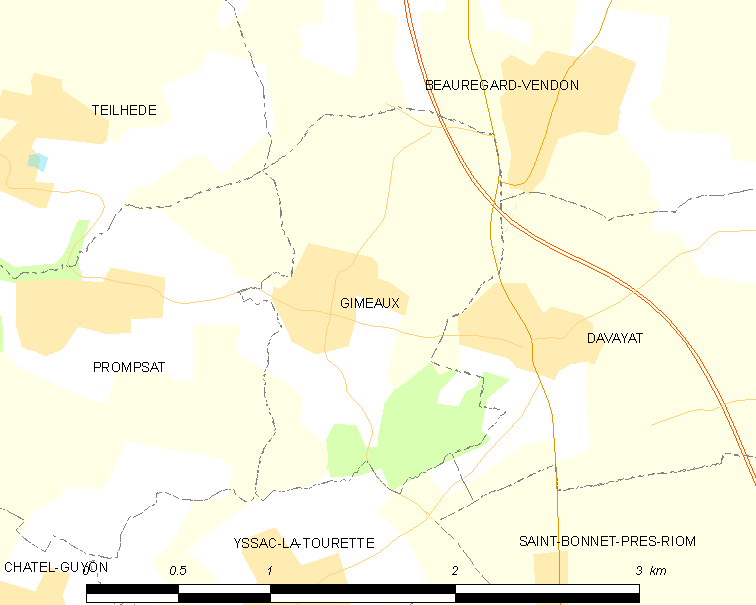
日莫的OSM定位图

日莫的时区为UTC+01:00、UTC+02:00（夏令时）。

## 行政
日莫的邮政编码为63200，INSEE市镇编码为63167。

## 政治
日莫所属的省级选区为圣乔治德蒙斯县。

## 人口

1962-2008年间日莫人口变化图示

日莫于2022年1月1日时的人口数量为388人。